# Agostocaris acklinsensis
Agostocaris acklinsensis is een garnalensoort uit de familie van de Agostocarididae. De wetenschappelijke naam van de soort is voor het eerst geldig gepubliceerd in 2004 door Alvarez, Villalobos & Iliffe.